# Fludarabină
Fludarabina (utilizată sub formă de fosfat) este un agent chimioterapic utilizat în tratamentul leucemiei limfocitare cronice (LLC), leucemiei acute și a limfoamelor non-Hodgkin Este un analog de purină, acționând ca antimetabolit. Căile de administrare disponibile sunt orală și intravenoasă (injectabil, perfuzabil).
Molecula a fost aprobată pentru uz medical în Statele Unite ale Americii în anul 1991. Se află pe lista medicamentelor esențiale ale Organizației Mondiale a Sănătății.